# Молдова на летних Олимпийских играх 2024
На летних Олимпийских играх 2024 года в Париже Молдова были представлена 26 спортсменами в 10 видах спорта.
28 июля Денис Виеру принёс Молдове первую в истории олимпийскую медаль в дзюдо. Суммарно это была 7-я олимпийская медаль Молдовы и третья в XXI веке. Адиль Османов принес вторую бронзовую медаль в дзюдо.
9 августа Анастасия Никита завоевала серебряную медаль в вольной борьбе среди женщин в весовой категории до 57 кг. В этот же день Сергей Тарновский получил бронзовую медаль в соревнованиях по каноэ на дистанции 1000 метров.

## Медали
| Медаль  | Спортсмен(ы)      | Вид спорта                  | Дисциплина             | Дата      |
| ------- | ----------------- | --------------------------- | ---------------------- | --------- |
| Серебро | Анастасия Никита  | Вольная борьба              | 57 кг                  | 9 августа |
| Бронза  | Денис Виеру       | Дзюдо                       | 66 кг                  | 28 июля   |
| Бронза  | Адиль Османов     | Дзюдо                       | 73 кг                  | 29 июля   |
| Бронза  | Сергей Тарновский | Гребля на байдарках и каноэ | Каноэ-одиночки, 1000 м | 9 августа |

| Вид спорта                  | 1 | 2 | 3 | Всего |
| Дзюдо                       | 0 | 0 | 2 | 2     |
| Борьба                      | 0 | 1 | 0 | 1     |
| Гребля на байдарках и каноэ | 0 | 0 | 1 | 1     |
| Всего                       | 0 | 1 | 3 | 4     |

| Медали по датам | Медали по датам | Медали по датам | Медали по датам | Медали по датам | Медали по датам |
| --------------- | --------------- | --------------- | --------------- | --------------- | --------------- |
| Дата            | 1               | 2               | 3               | Всего           |                 |
| 28 июля         | 0               | 0               | 1               | 1               |                 |
| 29 июля         | 0               | 0               | 1               | 1               |                 |
| 9 августа       | 0               | 1               | 1               | 2               |                 |
| Всего           | 0               | 1               | 3               | 4               |                 |

| Медали по полу | Медали по полу | Медали по полу | Медали по полу | Медали по полу |
| -------------- | -------------- | -------------- | -------------- | -------------- |
| Пол            | 1              | 2              | 3              | Всего          |
| Мужчины        | 0              | 0              | 3              | 3              |
| Женщины        | 0              | 1              | 0              | 1              |
| Микст          | 0              | 0              | 0              | 0              |
| Всего          | 0              | 1              | 3              | 4              |

## Квалификация

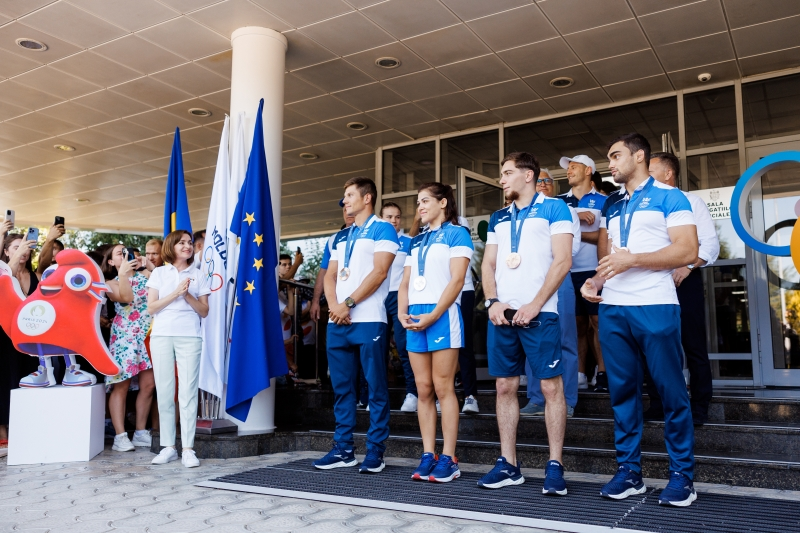
Президент Молдовы Майя Санду приветствует призёров Олимпиады

| № п/п | Вид спорта                  | Мужчины        | Мужчины                | Женщины        | Женщины                | Всего          | Всего                  |
| № п/п | Вид спорта                  | Завоевано квот | Количество спортсменов | Завоевано квот | Количество спортсменов | Завоевано квот | Количество спортсменов |
| ----- | --------------------------- | -------------- | ---------------------- | -------------- | ---------------------- | -------------- | ---------------------- |
| 1     | Борьба                      | 4              | 4                      | 3              | 3                      | 7              | 7                      |
| 2     | Гребля на байдарках и каноэ | 1              | 1                      | 3              | 2                      | 4              | 3                      |
| 3     | Дзюдо                       | 3              | 3                      |                |                        | 3              | 3                      |
| 4     | Конный спорт                |                |                        | 1              | 1                      | 1              | 1                      |
| 5     | Лёгкая атлетика             | 2              | 2                      | 3              | 3                      | 5              | 5                      |
| 6     | Настольный теннис           | 1              | 1                      |                |                        | 1              | 1                      |
| 7     | Плавание                    | 1              | 1                      | 1              | 1                      | 2              | 2                      |
| 8     | Стрельба                    |                |                        | 1              | 1                      | 1              | 1                      |
| 9     | Стрельба из лука            | 1              | 1                      | 1              | 1                      | 2              | 2                      |
| 10    | Тяжёлая атлетика            | 1              | 1                      |                |                        | 1              | 1                      |
|       | ИТОГО                       | 14             | 14                     | 13             | 12                     | 27             | 26                     |

## Состав команды
Борьба
Вольная борьба
1. Максим Сакулцан
2. Раду Лефтер
3. Мариана Драгуцан
4. Анастасия Никита
5. Ирина Рынгач

Греко-римская борьба
1. Виктор Чобану
2. Валентин Петик

Гребля на байдарках и каноэ
 Гребля на гладкой воде
1. Сергей Тарновский
2. Даниэла Кочу[англ.]
3. Мария Олэрашу[англ.]

 Дзюдо
1. Денис Виеру
2. Адиль Османов
3. Михаил Латышев[англ.]

 Конный спорт
1. Алиса Глинка[англ.]

 Лёгкая атлетика
1. Сергей Маргиев
2. Андриан Мардарь
3. Димитриана Безеде
4. Александра Емельянова
5. Залина Маргиева

 Настольный теннис
1. Владислав Урсу[англ.]

 Плавание
1. Павел Аловатки[англ.]
2. Татьяна Салкуцан[англ.]

 Стрельба
1. Анна Дульсе[англ.]

 Стрельба из лука
1. Дан Олару
2. Александра Мырка

 Тяжёлая атлетика
1. Марин Робу

## Борьба
Молдова завоевала три места в женский олимпийский турнир по вольной борьбе на Чемпионате мира по борьбе 2023 года в Белграде, Сербия и на Мировом квалификационном турнире 2024 года в Стамбуле, Турция и два места в олимпийский турнир по греко-римской борьбе на Европейском квалификационном турнире 2024 года в Баку, Азербайджан и Мировом квалификационном турнире 2024 года в Стамбуле, Турция. Еще два места в мужской турнир по вольной борьбе Молдова получила за счет перераспределения квот.
Вольная борьба
| Спортсмен        | Категория        | 1/8 финала                      | Четвертьфиналы                | Полуфиналы              | Утешит. поединки              | Финал /За 3 место          | Финал /За 3 место |
| Спортсмен        | Категория        | Соперник Результат              | Соперник Результат            | Соперник Результат      | Соперник Результат            | Соперник Результат         | Место             |
| ---------------- | ---------------- | ------------------------------- | ----------------------------- | ----------------------- | ----------------------------- | -------------------------- | ----------------- |
| Максим Сакулцан  | Мужчины до 65 кг | Котаро Киёока (JPN) П 0–10      | Не прошёл                     | Не прошёл               | Себастьян Ривера (PUR) П 4–15 | Не прошёл                  | 9                 |
| Раду Лефтер      | Мужчины до 97 кг | Збигнев Барановский (POL) П 2–8 | Не прошёл                     | Не прошёл               | Не прошёл                     | Не прошёл                  | 13                |
| Мариана Драгуцан | Женщины до 53 кг | Андрея Ана (ROU) П 0–5          | Не прошла                     | Не прошла               | Не прошла                     | Не прошла                  | 14                |
| Анастасия Никита | Женщины до 57 кг | Сандра Парушевски (GER) В 9–0   | Джулия Пенальбер (BRA) В 5F–0 | Хун Кэсинь (CHN) В 2F–7 | Bye                           | Цугуми Сакураи (JPN) П 0–6 | 2                 |
| Ирина Рынгач     | Женщины до 68 кг | Пак Соль Гум (PRK) L 6–10       | Не прошла                     | Не прошла               | Не прошла                     | Не прошла                  | 10                |

Греко-римская борьба
| Спортсмен      | Категория        | 1/8 финала                  | Четвертьфиналы              | Полуфиналы         | Утеш.поединки      | Финал / За 3 место | Финал / За 3 место |
| Спортсмен      | Категория        | Соперник Результат          | Соперник Результат          | Соперник Результат | Соперник Результат | Соперник Результат | Место              |
| -------------- | ---------------- | --------------------------- | --------------------------- | ------------------ | ------------------ | ------------------ | ------------------ |
| Виктор Чобану  | Мужчины до 60 кг | Ли Сеун (PRK) П 3–10F       | Не прошёл                   | Не прошёл          | Не прошёл          | Не прошёл          | 15                 |
| Валентин Петик | Мужчины до 67 кг | Нестор Альманса (CHI) В 4–0 | Хасрат Джафаров (AZE) П 1–3 | Не прошёл          | Не прошёл          | Не прошёл          | 7                  |

## Гребля на байдарках и каноэ

### Гладкая вода

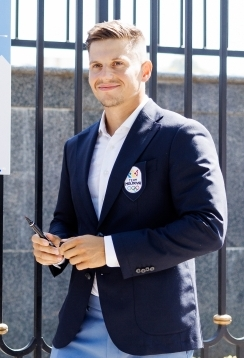
Сергей Тарновский

Молдова завоевала право выставить две лодки в соревнованиях по гребле на байдарках и каноэ на гладкой воде по результатам Чемпионата мира 2023 года в Дуйсбурге, Германия и дополнительно получила две квоты в соревнованиях женщин на каноэ-одиночках согласно правилам ICF.
| Спортсмен                  | Дисциплина              | Заезды  | Заезды | Четвертьфиналы | Четвертьфиналы | Полуфиналы | Полуфиналы | Финалы    | Финалы    |
| Спортсмен                  | Дисциплина              | Время   | Место  | Время          | Место          | Время      | Место      | Время     | Место     |
| -------------------------- | ----------------------- | ------- | ------ | -------------- | -------------- | ---------- | ---------- | --------- | --------- |
| Сергей Тарновский          | Мужчины каноэ-1, 1000 м | 3.49,27 | 1 Q SF | —              | —              | 3.45,33    | 2 Q FA     | 3.44,68   | 3         |
| Даниэла Кочу               | Женщины каноэ-1, 200 м  | 49,14   | 4 Q QF | 48,93          | 3              | Не прошла  | Не прошла  | Не прошла | Не прошла |
| Мария Олэрашу              | Женщины каноэ-1, 200 м  | 50,14   | 7 Q QF | 52,03          | 7              | Не прошла  | Не прошла  | Не прошла | Не прошла |
| Даниэла Кочу Мария Олэрашу | Женщины каноэ-2, 500 м  | 1.58,81 | 4 Q QF | 1.56,22        | 2 Q SF         | 1.56,66    | 4 Q FA     | 1.56,96   | 7         |

## Дзюдо

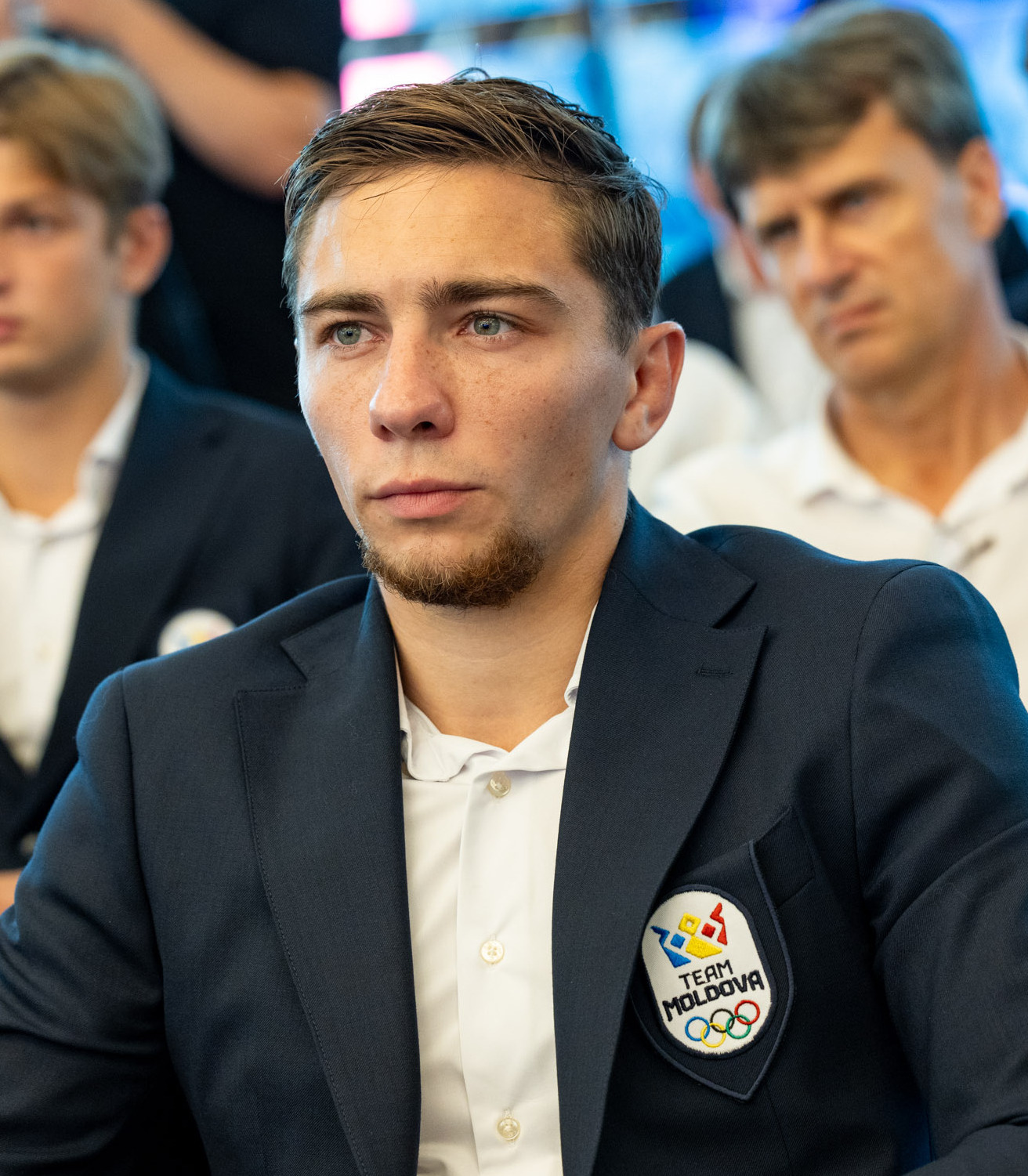
Денис Виеру

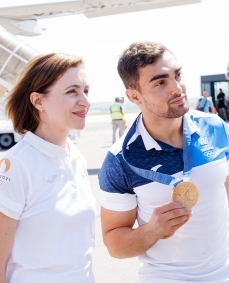
Адиль Османов с президентом Майей Санду во время встречи олимпийцев

Молдавия получила по рейтингу IJF три места в мужских соревнованиях.
| Спортсмен      | Категория        | 1 круг             | 2 круг                          | 3 круг                         | Четвертьфиналы                  | Полуфиналы                       | Утеш. поединки     | Финал / За 3 место             | Финал / За 3 место |
| Спортсмен      | Категория        | Соперник Результат | Соперник Результат              | Соперник Результат             | Соперник Результат              | Соперник Результат               | Соперник Результат | Соперник Результат             | Место              |
| -------------- | ---------------- | ------------------ | ------------------------------- | ------------------------------ | ------------------------------- | -------------------------------- | ------------------ | ------------------------------ | ------------------ |
| Денис Виеру    | Мужчины до 66 кг | —                  | —                               | Луукас Саха (FIN) В 01–00      | Страхинья Банчич В 10–00        | Хифуми Абэ (JPN) П 00–01         | —                  | Валид Хяр (FRA) В 01–00        | 3                  |
| Адиль Османов  | Мужчины до 73 кг | н/д                | Джек Йонезука (USA) В 10–00     | Муроджон Юлдашев (UZB) В 10–00 | Батзая Эрденебаяр (MGL) В 10–00 | Жоан-Бенжамен Габа (FRA) L 00–10 | —                  | Мануэль Ломбардо (ITA) В 10–00 | 3                  |
| Михаил Латышев | Мужчины до 81 кг | —                  | Тато Григалашвили (GEO) L 00–10 | Не прошёл                      | Не прошёл                       | Не прошёл                        | Не прошёл          | Не прошёл                      | =17                |

## Конный спорт
Молдавия получила одно место в личных соревнованиях по выездке в соответствии с олимпийским рейтингом FEI.

### Выездка
| Спортсмен    | Лошадь      | Дисциплина    | Гран При | Гран При | Произвольный Гран При | Произвольный Гран При | Сумма     | Сумма     |
| Спортсмен    | Лошадь      | Дисциплина    | Баллы    | Место    | Техника               | Артистизм             | Баллы     | Место     |
| ------------ | ----------- | ------------- | -------- | -------- | --------------------- | --------------------- | --------- | --------- |
| Алиса Глинка | Abercrombie | Личный турнир | 66,056   | 53       | Не прошла             | Не прошла             | Не прошла | Не прошла |

## Легкая атлетика
Молдавские легкоатлеты выполнили нормативы для участия в Играх 2024 года, пройдя прямую квалификацию или по мировому рейтингу или получив универсальное место, в следующих соревнованиях:
Технические дисциплины
Мужчины
| Спортсмен       | Дисциплина     | Полуфиналы | Полуфиналы | Финал     | Финал     |
| Спортсмен       | Дисциплина     | Результат  | Место      | Результат | Место     |
| --------------- | -------------- | ---------- | ---------- | --------- | --------- |
| Сергей Маргиев  | Метание молота | 73,46      | 18         | Не прошёл | Не прошёл |
| Андриан Мардарь | Метание копья  | 84,13      | 9 Q        | 80,10     | 12        |

Женщины
| Спортсмен             | Дисциплина     | Полуфиналы | Полуфиналы | Финал     | Финал     |
| Спортсмен             | Дисциплина     | Результат  | Место      | Результат | Место     |
| --------------------- | -------------- | ---------- | ---------- | --------- | --------- |
| Димитриана Безеде     | Толкание ядра  | 16,35      | 27         | Не прошла | Не прошла |
| Александра Емельянова | Метание диска  | 64,33      | 6 Q        | 58.08     | 11        |
| Залина Маргиева       | Метание молота | 67,84      | 22         | Не прошла | Не прошла |

## Настольный теннис
Молдавия получила одно место в мужских индивидуальных соревнованиях по результатам Европейского квалификационного турнира в Сараево, Босния и Герцеговина.
| Спортсмен      | Дисциплина     | Предварит.            | 1 Раунд            | 2 Раунд            | 1/8                | Четвертьфиналы     | Полуфиналы         | Финал / За 3 место | Финал / За 3 место |
| Спортсмен      | Дисциплина     | Соперник Результат    | Соперник Результат | Соперник Результат | Соперник Результат | Соперник Результат | Соперник Результат | Соперник Результат | Место              |
| -------------- | -------------- | --------------------- | ------------------ | ------------------ | ------------------ | ------------------ | ------------------ | ------------------ | ------------------ |
| Владислав Урсу | Мужчины личное | Канак Джа (USA) П 0–4 | Не прошёл          | Не прошёл          | Не прошёл          | Не прошёл          | Не прошёл          | Не прошёл          | Не прошёл          |

## Плавание
Молдавия получила два универсальных места в соревнования пловцов.
| Спортсмен        | Дисциплина                  | Заплывы | Заплывы | Полуфиналы | Полуфиналы | Финал     | Финал     |
| Спортсмен        | Дисциплина                  | Время   | Место   | Время      | Место      | Время     | Место     |
| ---------------- | --------------------------- | ------- | ------- | ---------- | ---------- | --------- | --------- |
| Павел Аловатки   | Мужчины 400 м вольный стиль | 3.59,77 | 31      | Не прошёл  | Не прошёл  | Не прошёл | Не прошёл |
| Татьяна Салкуцан | Женщины 200 м на спине      | 2.13,20 | 23      | Не прошла  | Не прошла  | Не прошла | Не прошла |

## Стрельба
Молдавия получила одно место в олимпийском турнире стрелков на Чемпионате Европы в дисциплинах на 10 м 2024 года в Дьёре, Венгрия.
Женщины
| Спортсмен  | Дисциплина                    | Квалификация | Квалификация | Финал     | Финал     |
| Спортсмен  | Дисциплина                    | Баллы        | Место        | Баллы     | Место     |
| ---------- | ----------------------------- | ------------ | ------------ | --------- | --------- |
| Анна Дулче | Пневматический пистолет, 10 м | 569          | 28           | Не прошла | Не прошла |

## Стрельба из лука
Молдавия получила одно место на участие в мужском личном турнире по результатам Европейских игр 2023 года в Кракове, Польша и одно место в женском личном турнире по итогам Финального квалификационного турнира в Анталии, Турция. Квалифицировав по одному спортсмену каждого пола, Молдавия автоматически получила право выставить команду в миксте.
| Спортсмен                  | Дисциплина                        | Предварительный раунд | Предварительный раунд | 1/64                        | 1/32                        | 1/16          | Четвертьфиналы | Полуфиналы    | Финал / За 3 место | Финал / За 3 место |
| Спортсмен                  | Дисциплина                        | Результат             | Посев                 | Соперник Счет               | Соперник Счет               | Соперник Счет | Соперник Счет  | Соперник Счет | Соперник Счет      | Место              |
| -------------------------- | --------------------------------- | --------------------- | --------------------- | --------------------------- | --------------------------- | ------------- | -------------- | ------------- | ------------------ | ------------------ |
| Дан Олару                  | Мужчины индивидуальное первенство | 671                   | 18                    | Ле Куок Фонг (VIE) В 6–0    | Сантьяго Арсила (COL) П 2–6 | Не прошёл     |                |               |                    |                    |
| Александра Мырка           | Женщины индивидуальное первенство | 631                   | 51                    | Сьякьера Машайх (MAS) П 0–6 | Не прошла                   | Не прошла     | Не прошла      | Не прошла     | Не прошла          | Не прошла          |
| Дан Олару Александра Мырка | Смешанные команды                 | 1302                  | 22                    | —                           | —                           | Не прошли     | Не прошли      | Не прошли     | Не прошли          | 22                 |

## Тяжёлая атлетика
Молдавия получила одно место в мужских соревнованиях в соответствии с олимпийским рейтингом IWF.
| Спортсмен  | Категория        | Рывок     | Рывок | Толчок    | Толчок | Всего | Место |
| Спортсмен  | Категория        | Результат | Место | Результат | Место  | Всего | Место |
| ---------- | ---------------- | --------- | ----- | --------- | ------ | ----- | ----- |
| Марин Робу | Мужчины до 89 кг | 175       | 3     | 208       | 4      | 383   | 4     |